# Theobald mac Uilleag Bourke
Theobald mac Uilleag Bourke, (mort en 1537) est le 14e Seigneur de Mayo  de ?
jusqu'en 1537

## Origine
Theobald est le second fils de Uilleag fils cadet de  Edmund na Féasóige Bourke 4e Seigneur de Mayo et le frère cadet de Edmund IV Bourke .

## Règne
On ignore à quelle date il succède à  Seaán an Tearmainn Bourke comme Mac William Íochtar  ou Mac William Eighter. les Annales des quatre maîtres mentionnent seulement sa mort en  1537 en précisant qu'ensuite une « guerre civile déchire ses états ». Il à comme successeur son neveu David Bourke:

## Sources
- (en) T.W Moody, F.X. Martin, F.J. Byrne A New History of Ireland , Volume IX Maps, Genealogies, Lists. A companion to Irish History part II . Oxford University Press réédition 2011  (ISBN 9780199593064).